# 1MF Recordz
1MF Recordz war ein in den 1990er Jahren aktives deutsches Metallabel. Geführt wurde es von Željko Topalović alias S. L. Coe, der Bekanntheit als zwischenzeitlicher Sänger von Angel Dust und Scanner erlangte.
Der erste Namensbestandteil „1MF“ ist die Abkürzung für „One More Flop“.

## Veröffentlichungen (Auswahl)
- The Art of the Legendary Tishvaisings – Catharsis (1991)
- Assorted Heap – The Experience of Horror (1991)
- Blood – Christbait (1992)
- Infinite Horizon – The Prophecy (EP, 1999)
- Megace – Human Errors (1991)
- Sacrosanct – Recesses for the Depraved (1991)
- Sacrosanct – Tragic Intense (1993)
- Torchure – Beyond the Veil (1992)